# Cumbancha
Cumbancha é uma gravadora, agência de talentos e editora musical sediada em Charlotte, Vermont. A empresa foi fundada pelo etnomusicologista e produtor musical Jacob Edgar em 2006. Em 2007, a Cumbancha Music Publishing foi criada para expandir oportunidades para artistas, ajudando-os a licenciar músicas para vários filmes, programas de televisão e anúncios, incluindo Boyhood, Grey's Anatomy e High Maintenance. A Cumbancha Booking foi fundada em 2010 para reservar viagens para artistas dentro e fora da gravadora, levando-os a locais como Hollywood Bowl, Montreal Jazz Festival, New Orleans Jazz & Heritage Festival, Lincoln Center, Central Park SummerStage e Austin City Limits. Os artistas da gravadora incluem The Idan Raichel Project, Habib Koité e Bamada, Rupa & the April Fishes, Sierra Leone's Refugee All Stars, The Touré-Raichel Collective e Lakou Mizik, entre muitos outros. O nome "Cumbancha" deriva da palavra cubana derivada da África Ocidental, que significa uma reunião ou festa musical improvisada.

## Lançamentos
| Artista                                  | Álbum                                           | Data de lançamento      | Número de catálogo |
| ---------------------------------------- | ----------------------------------------------- | ----------------------- | ------------------ |
| Ska Cubano                               | ¡Ay Caramba! (descontinuado)                    | 11 de julho de 2006     | CMB-CD-1           |
| Idan Raichel Project                     | The Idan Raichel Project                        | 7 de novembro de 2006   | CMB-CD-2           |
| Andy Palacio & The Garifuna Collective   | Wátina (descontinuado)                          | 27 de fevereiro de 2007 | CMB-CD-3           |
| Dobet Gnahore                            | Na Afriki                                       | 26 de junho de 2007     | CMB-CD-4           |
| Habib Koité                              | Afriki                                          | 25 de setembro de 2007  | CMB-CD-5           |
| Umalali                                  | The Garifuna Women's Project (descontinuado)    | 18 de março de 2008     | CMB-CD-6           |
| Rupa & the April Fishes                  | eXtraOrdinary rendition                         | 15 de abril de 2008     | CMB-CD-7           |
| Chiwoniso Maraire                        | Rebel Woman                                     | 26 de agosto de 2008    | CMB-CD-8           |
| Novalima                                 | Coba Coba                                       | 14 de outubro de 2008   | CMB-CD-9           |
| The Idan Raichel Project                 | Within My Walls                                 | 24 de fevereiro de 2009 | CMB-CD-10          |
| Novalima                                 | Coba Coba Remixed                               | 16 de junho de 2009     | CMB-CD-11          |
| Kimi Djabate                             | Karem                                           | 28 de julho de 2009     | CMB-CD-12          |
| Sarazino                                 | Ya Foy!                                         | 25 de agosto de 2009    | CMB-CD-13          |
| Kailash Kher e Kailasa                   | Yatra (descontinuado)                           | 29 de setembro de 2009  | CMB-CD-14          |
| Rupa & the April Fishes                  | Este mundo                                      | 27 de outubro de 2009   | CMB-CD-15          |
| Razia Said                               | Zebu Nation                                     | 23 de fevereiro de 2010 | CMB-CD-16          |
| Luísa Maita                              | Lero-Lero                                       | 27 de julho de 2010     | CMB-CD-17          |
| Sierra Leone's Refugee All Stars         | Rise & Shine                                    | 23 de março de 2011     | CMB-CD-18          |
| Sergent Garcia                           | Una y Otra Vez                                  | 22 de março de 2011     | CMB-CD-19          |
| Bombino                                  | Agadez                                          | 19 de abril de 2011     | CMB-CD-20          |
| The Touré-Raichel Collective             | The Tel Aviv Session                            | 27 de março de 2012     | CMB-CD-22          |
| Sierra Leone's Refugee All Stars         | Radio Salone                                    | 24 de abril de 2012     | CMB-CD-23          |
| Sarazino                                 | Everyday Salama                                 | 22 de maio de 2012      | CMB-CD-24          |
| Kobo Town                                | Jumbie in the Jukebox (descontinuado)           | 23 de abril de 2013     | CMB-CD-25          |
| Idan Raichel                             | Quarter to Six                                  | 2 de junho de 2013      | CMB-CD-26          |
| The Garifuna Collective                  | Ayó (descontinuado)                             | 2 de julho de 2013      | CMB-CD-27          |
| Danny Michel com The Garifuna Collective | Black Birds Are Dancing Over Me (descontinuado) | 2 de julho de 2013      | CMB-CD-28          |
| Joe Driscoll & Sekou Kouyate             | Faya                                            | 18 de fevereiro de 2014 | CMB-CD-29          |
| Sierra Leone's Refugee All Stars         | Libation                                        | 18 de março de 2014     | CMB-CD-30          |
| Ricardo Lemvo & Makina Loca              | La Rumba SoYo                                   | 24 de junho de 2014     | CMB-CD-31          |
| The Touré-Raichel Collective             | The Paris Session                               | 30 de setembro de 2014  | CMB-CD-32          |
| Razia Said                               | Akory (descontinuado)                           | 10 de novembro de 2014  | CMB-CD-33          |
| Rocky Dawuni                             | Branches of the Same Tree                       | 31 de março de 2015     | CMB-CD-34          |
| Daby Touré                               | Amonafi                                         | 18 de setembro de 2015  | CMB-CD-35          |
| Francesca Blanchard                      | deux visions                                    | 2 de outubro de 2015    | VAV-CD-60          |
| Idan Raichel                             | At the Edge of the Beginning                    | 22 de janeiro de 2016   | CMB-CD-36          |
| Joe Driscoll & Sekou Kouyate             | Monistic Theory                                 | 13 de maio de 2016      | CMB-CD-37          |
| Lakou Mizik                              | Wa Di Yo                                        | 1 de abril de 2016      | CMB-CD-38          |
| Luísa Maita                              | Fio da Memória                                  | 23 de setembro de 2016  | CMB-CD-39          |
| Idan Raichel                             | Idan Raichel - Piano - Songs                    | 22 de setembro de 2017  | CMB-CD-40          |
| Luísa Maita                              | Maita Remixed                                   | 9 de novembro de 2010   | CMB-CD-87          |
| Various                                  | Hear Globally: A Cumbancha Collection           | 7 de abril de 2009      | CMB-CD-91          |
| Sarazino                                 | Mama Funny Day                                  | 28 de setembro de 2018  | CMB-CD-117         |
| Idan Raichel                             | And If You Will Come To Me                      | 31 de janeiro de 2019   | CMB-CD-119         |
| Lakou Mizik                              | HaitiaNola                                      | 25 de outubro de 2019   | CMB-CD-122         |

## Prêmios
A Cumbancha foi premiada com o Top Label Award pela WOMEX em 2008.
A sede da Cumbancha está localizada em Charlotte, Vermont, em um celeiro reformado movido a energia solar, que também contém o Putumayo World Music Archive. Compartilhar esta propriedade Lane Gibson Recording & Mastering.